# Micrococca
Micrococca é um género botânico pertencente à família Euphorbiaceae.
Plantas nativas da África tropical, Madagascar e Ásia (regiões tropicais do Velho Mundo).

## Espécies
Composto por 14 espécies:
| - Micrococca beddomei - Micrococca berberidea - Micrococca capensis - Micrococca holstii - Micrococca humblotiana | - Micrococca johorica - Micrococca lancifolia - Micrococca malaccensis - Micrococca mercurialis - Micrococca natalensis | - Micrococca oligandra - Micrococca scariosa - Micrococca volkensii - Micrococca wightii |

## Nome e referências
Micrococca Benth.